# Nebulosa Iris
La nebulosa de Iris (LBN 487, y también NGC 7023 y Caldwell 4) es una brillante nebulosa de reflexión de la constelación de Cefeo. 
NGC 7023 es en realidad el cúmulo estelar que hay dentro de la nebulosa LBN 487, que está iluminada por una estrella de magnitud +7: SAO 19158.
La nebulosa brilla con una magnitud de 6,8. Se encuentra cerca de la estrella variable Mira T Cephei y de la estrella variable Beta Cephei.
Se encuentra a 1.300 al de distancia, y tiene un diámetro de 6.